# Fokker D.X
Il Fokker D.X fu un aereo da caccia, monoposto, monomotore e monoplano con ala alta a parasole, sviluppato dall'azienda aeronautica olandese Fokker nei primi anni venti del XX secolo.
Estremo sviluppo del concetto introdotto nel 1918 da Reinhold Platz con il Fokker D.VIII verso la fine della prima guerra mondiale, ottenne un limitato successo commerciale andando ad equipaggiare principalmente i reparti aerei della Spagna.

## Storia del progetto
La Fokker-Flugzeugwerke, la cui sezione di progettazione era diretta da Reinhold Platz, prima del termine del conflitto sviluppò una serie di prototipi da presentare alla commissione esaminatrice dell'Idflieg per tentare di riacquistare superiorità nei confronti dei modelli in linea con le forze aeree avversarie. Tra questi uno degli ultimi fu il V.41, che riprendeva la moderna e inusuale per l'epoca impostazione del caccia D.VIII e che grazie alla sua velatura monoplana con piano alare, in legno rivestito in compensato e dal profilo spesso, posizionato alto a parasole, vincolato alla fusoliera da due tripodi anteriori e altrettanti montanti immediatamente posteriori ad essi riuscì a esprimere prestazioni eccezionali per la minore resistenza aerodinamica rispetto alla più classica, per l'epoca, soluzione biplana.
Platz era comunque conscio che la motorizzazione impiegata sul D.VIII, il rotativo a pistoni radiali Oberursel Ur.II, oltre a dimostrare problemi di affidabilità, legati alla lubrificazione, forniva una potenza limitata e che avendo a disposizione un propulsore tecnologicamente più avanzato si sarebbe potuto ricavare un modello dalle prestazioni ancora più elevate. Il V.41 era destinato a ricevere il BMW III a 6 cilindri in linea raffreddato a liquido il quale accreditato di 185 hp (138 kW), nonostante l'impianto di raffreddamento assente nell'Ur.II raffreddato ad aria, lo sopravanzava di oltre 70 hp, tuttavia il termine del conflitto impedì all'azienda di portarne a termine la costruzione.
Con il suo ritorno nei Paesi Bassi, Anthony Fokker riuscì a trasferire anche la cellula del V.41 riprendendo a sviluppare modelli destinati al mercato dell'aviazione militare, avviando l'evoluzione dei due suoi migliori caccia, il biplano Fokker D.VII e D.VIII, equipaggiandoli con le più recenti versioni dell'Hispano-Suiza 8, motore V8 raffreddato a liquido in grado di raggiungere i 300 hp. Dal primo estrapolò il Fokker D.IX, che oltre a un interesse dimostrato dagli Stati Uniti d'America non riuscì ad ottenere commissioni rimanendo allo stato di prototipo, dal secondo, utilizzando la cellula del V.41, il D.X, che ebbe miglior fortuna ottenendo un contratto dalla Spagna per dieci esemplari, al quale si aggiunse un undicesimo acquistato dal governo finlandese.

## Utilizzatori
Finlandia
- Suomen ilmavoimat

 Spagna
- Aviación Militar Española